# 1980년 하계 올림픽 메달 집계
제22회 하계 올림픽은 1980년 7월 19일에서 8월 3일까지 소련 모스크바에서 80개국 5179명의 선수가 참가한 가운데 열렸다. 22개 종목 총 203개 세부 종목의 경기가 진행되었다. 다음은 각국의 국가 올림픽 위원회가 획득한 메달 순으로 정리한 목록이다.

## 메달 집계
다음은 국제 올림픽 위원회에서 제공하는 정보를 토대로 한 표로, 금메달 · 은메달 · 동메달의 수 순서로 랭킹을 매긴다. 금은동의 수가 모두 동률일 경우, 같은 순위가 되고 IOC 국가 부호의 알파벳 순으로 목록에 표시한다.
주최국인 소련은 연보라색으로 표시되어 있다. 이탤릭체로 표기된 참가국은 올림픽기, 국가 올림픽 위원회기를 앞세우고 참가한 국가를 의미한다.
  주최국 (소련)
| 순위 | 국가                         | 금메달 | 은메달 | 동메달 | 합계 |
| ---- | ---------------------------- | ------ | ------ | ------ | ---- |
| 1    | 소련 (URS)                   | 80     | 69     | 46     | 195  |
| 2    | 동독 (GDR)                   | 47     | 37     | 42     | 126  |
| 3    | 불가리아 (BUL)               | 8      | 16     | 17     | 41   |
| 4    | 쿠바 (CUB)                   | 8      | 7      | 5      | 20   |
| 5    | 이탈리아 (ITA)               | 8      | 3      | 4      | 15   |
| 6    | 헝가리 (HUN)                 | 7      | 10     | 15     | 32   |
| 7    | 루마니아 (ROU)               | 6      | 6      | 13     | 25   |
| 8    | 프랑스 (FRA)                 | 6      | 5      | 3      | 14   |
| 9    | 영국 (GBR)                   | 5      | 7      | 9      | 21   |
| 10   | 폴란드 (POL)                 | 3      | 14     | 15     | 32   |
| 11   | 스웨덴 (SWE)                 | 3      | 3      | 6      | 12   |
| 12   | 틀:FIagIOCteam               | 3      | 1      | 4      | 8    |
| 13   | 체코슬로바키아 (TCH)         | 2      | 3      | 9      | 14   |
| 14   | 유고슬라비아 (YUG)           | 2      | 3      | 4      | 9    |
| 15   | 오스트레일리아 (AUS)         | 2      | 2      | 5      | 9    |
| 16   | 덴마크 (DEN)                 | 2      | 1      | 2      | 5    |
| 17   | 브라질 (BRA)                 | 2      |        | 2      | 4    |
| 17   | 에티오피아 (ETH)             | 2      |        | 2      | 4    |
| 19   | 스위스 (SUI)                 | 2      |        |        | 2    |
| 20   | 스페인 (ESP)                 | 1      | 3      | 2      | 6    |
| 21   | 오스트리아 (AUT)             | 1      | 2      | 1      | 4    |
| 22   | 그리스 (GRE)                 | 1      |        | 2      | 3    |
| 23   | 벨기에 (BEL)                 | 1      |        |        | 1    |
| 23   | 인도 (IND)                   | 1      |        |        | 1    |
| 23   | 짐바브웨 (ZIM)               | 1      |        |        | 1    |
| 26   | 조선민주주의인민공화국 (PRK) |        | 3      | 2      | 5    |
| 27   | 몽골 (MGL)                   |        | 2      | 2      | 4    |
| 28   | 탄자니아 (TAN)               |        | 2      |        | 2    |
| 29   | 멕시코 (MEX)                 |        | 1      | 3      | 4    |
| 30   | 네덜란드 (NED)               |        | 1      | 2      | 3    |
| 31   | 아일랜드 (IRL)               |        | 1      | 1      | 2    |
| 32   | 우간다 (UGA)                 |        | 1      |        | 1    |
| 32   | 베네수엘라 (VEN)             |        | 1      |        | 1    |
| 34   | 자메이카 (JAM)               |        |        | 3      | 3    |
| 35   | 가이아나 (GUY)               |        |        | 1      | 1    |
| 35   | 레바논 (LIB)                 |        |        | 1      | 1    |
| 합계 | 합계                         | 204    | 204    | 223    | 631  |